# Easter Road
Easter Road är en fotbollsarena i Edinburghs hamnområde Leith och är hemmaplan för det  skotska laget Hibernian FC, vilka säsongen -17/18 spelade i Scottish Premiership. Arenan har enbart sittplatser och en publikkapacitet på 20 421 personer, vilket gör den till den femte största arenan i Skottland. Av Hibernians supportrar kallas arenan också "The Holy Ground" och "The Leith San Siro". Arenan har utöver Hibernians matcher också använts för internationella matcher, semifinaler i Scottish League Cup och en kort period var arenan också hemmaplan för Edinburghs professionella rugby union-lag. Easter road var också den första brittiska arena där det hölls en Europacup-match. Efter publiceringen av Taylor-rapporten övervägde Hibernian att lämna Easter Road och flytta till en annan arena, men de planerna övergavs 1994. Istället renoverades Easter Road om mellan 1995 och 2010.

## Historia
Hibernian grundades i Edinburgh av irländska immigranter och spelade sin första match på the Meadows i december 1875, men flyttade fem år senare till Hibernian Ground i området kring Easter road. När klubben fick ekonomiska bekymmer under det tidiga 1890-talet tvingades de hitta mark för en ny arena i närheten. Den första matchen som spelades på den nya arenan var mellan Hibernian och Clyde FC i februari 1893, medan den första tävlingsmatchen kom senare under samma år efter att Hibernian anslutit sig till Scottish League. Då arenan bara hyrdes av Hibernian funderade föreningen länge på att hitta en annan mer varaktig arena, bland annat genom flytt till Aberdeen. Dessa planer kom aldrig att realiseras, utan istället kunde Hibernian hyra arenan på 25 år framåt år 1922. Efter andra världskriget gick det bra för Hibernian, som bland annat vann serien tre gånger och kunde spela den första Europacup-matchen på brittisk mark genom deltagandet i Europacupen i fotboll 1955/1956. Några år tidigare hade ett publikrekord satts på arenan när 65 860 åskådare såg på derbyt mellan Hibernian och Hearts möttes den 2 januari 1950.